# Olympic Bravery
L’Olympic Bravery est un pétrolier libérien (pavillon de complaisance), construit par les Chantiers de l'Atlantique à Saint-Nazaire et lancé en 1975, appartenant au groupe de l'armateur grec Aristote Onassis et avec pour marraine Christina Onassis.
Son naufrage est survenu le 24 janvier 1976, sur les récifs de la baie de Yuzin, sur la côte nord de l'île d'Ouessant, en Bretagne. Le pétrolier s'est échoué à vide, mais 800 tonnes de fioul nécessaires à sa propulsion ont suffi à mazouter plusieurs kilomètres de côte. Ses trente membres d'équipage purent être sauvés.
Ce naufrage fut l'un des principaux déversements pétroliers en France, et plus particulièrement en Bretagne avec ceux du Torrey Canyon, du Boehlen, de l’Amoco Cadiz, du Gino, du Tanio, et de l’Erika.

## Construction
Bien que sa construction aux Chantiers de l'Atlantique fut achevée en 1975, il ne fut jamais affrété par son armateur, qui lui reprochait plusieurs défauts de conceptions, dont notamment des vibrations trop importantes.

## Naufrage
Le 23 janvier 1976, le navire libère finalement les quais des Chantiers de l'Atlantique (à la demande de ces derniers), pour Forsund, en Norvège, où il doit être désarmé, bien que neuf. Ce départ est par ailleurs retardé à plusieurs reprises à la suite de plusieurs incidents techniques.
L’Olympic Bravery effectue ensuite une escale technique à Brest à la suite de problèmes de chaudière, pris en charge par le chantier AFO.
Durant la nuit du 24, après avoir repris la mer, il essuie une forte tempête et subit une série de problèmes techniques (dont une panne de chaudière), qui le conduit alors à dériver et à s'échouer au nord d'Ouessant, à proximité de l'île de Keller.
L'équipage, inexpérimenté sur ce bâtiment, aurait échoué à rallumer la chaudière et ne parvint pas à arrêter le navire avec l'ancre, qui se brisa.
Après un mois et demi de tentatives de déséchouage du navire, le 13 mars, à la suite d'une forte tempête, celui-ci se brise en deux et 800 tonnes de fioul se déversent sur les côtes alentour. La veille pourtant, l'armateur avait finalement signé un contrat de pompage du fioul et de remise à flot du navire. En dépit des produits dispersants utilisés, le fioul se répandit sur 4 kilomètres du littoral ouessantin, finalement nettoyé par l'armée avec des pelles et des seaux. Les 400 tonnes de fioul restées dans les soutes finirent par être pompées après avoir été réchauffées, et l'épave vendue à la casse pour un franc symbolique. Le fioul lourd présent à bord était uniquement destiné à la propulsion du bâtiment, le navire étant autrement à vide.
La trentaine de membres d'équipage fut sauvée par les secours, mais quatre membres d'un hélicoptère de sauvetage Super Frelon périrent lors d'un vol de reconnaissance.

## Polémiques
L'armateur fut accusé par certains journalistes d'avoir volontairement provoqué la perte de son navire, ou du moins de l'avoir délaissé après qu'il s'est échoué, en raison de la grave crise du transport maritime des produits pétroliers qui sévissait à cette époque.
Des pillages furent également constatés sur l'épave, entraînant des soupçons envers les habitants de l'île d'Ouessant, ce qui provoqua l'indignation des maires locaux.

## L'épave
Bien que vendue à la casse, l'épave est finalement laissée sur place.
Très disloquée et abîmée, ses vestiges s'étendent de manière continue sur plus de 350 mètres de long, à une centaine de mètres de la côte, par des fonds de 10 à 35 mètres. C'est, semble-t-il, la plus grande épave de navire au monde accessible en scaphandre autonome. D'autres navires de plus grande dimension ont coulé ailleurs, mais sur des fonds rendant leurs épaves difficilement accessibles.
Certains clubs de plongée organisent des excursions sur l'épave de l’Olympic Bravery.